# Kis zenei könyvtár
A Kis zenei könyvtár a Gondolat Könyvkiadó klasszikus zeneszerzőkkel foglalkozó könyvsorozata volt az 1960-as években, amely a következő köteteket tartalmazta:
- Romain Rolland: Beethoven
- Sólyom György: Haydn
- Jemnitz Sándor: Felix Mendelssohn Bartholdy
- Kroó György: Schumann
- Molnár Antal: Brahms
- Petrovics Emil: Maurice Ravel
- Ujfalussy József: Achille-Claude Debussy
- Várnai Péter: Heinrich Schütz
- Pernye András: Giacomo Puccini
- Kárpáti János: D. Scarlatti
- Legány Dezső: Henry Purcell
- Romain Rolland: Lully
- Bartha Dénes: Johann Sebastian Bach
- Jemnitz Sándor: Fryderyk Chopin
- Bónis Ferenc: Mosonyi
- Szőllősy András: Honegger
- Kroó György: Berlioz
- A. Balogh Pál: Sibelius
- Pándi Marianne: Monteverdi
- Eősze László: Verdi
- Gál György Sándor: Csajkovszkij
- Gábry György: Muszorgszkij
- Erdélyi Miklós: Schubert
- Juhász Előd: George Gershwin
- Pernye András: Alban Berg
- Romain Rolland: Händel
- Molnár Jenő Antal: Smetana – Dvorák
- Somfai László: Anton Webern
- Jemnitz Sándor: Wolfgang Amadeus Mozart
- Fajth Tibor: Rossini
- Gál György Sándor: Csajkovszkij
- Fábián Imre: R. Strauss
- Gábry György: Muszorgszkij
- Erdélyi Miklós: Schubert
- Juhász Előd: George Gershwin
- Ivan Ivanovics Martinov: Dmitrij Sosztakovics
- Németh Amadé: Carl Maria Weber
- Feuer Mária: Rimszkij-Korszakov
- Hamburger Klára: Liszt
- Ujfalussy József: Bartók Béla
- Eősze László: Kodály Zoltán
- Németh Amadé: Erkel Ferenc
- Molnár Jenő Antal: Smetana – Dvorák
- Kroó György: Richard Wagner
- Bruno Walter: Mahler
- Homolya István: Palestrina – Lassus

1980 és '83 között a Gondolat Kiadó a sorozat tizenkét kötetét külsejében, egy részüknél tartalmában is megújítva Zenei kiskönyvtár címmel újra kiadta. Romain Rolland Lully-életrajzát a szintén tőle származó Gluck- és Grétry-biográfiákkal bővítették. A korábbi sorozat darabjaihoz csatolták az 1970-ben már önállóan megjelent Vivaldi-életrajzot Walter Kolneder tollából. Pernye András Puccini-kötete a Zeneműkiadónál jelent meg ismét 1988-ban, teljesen eltérő tipográfiával.